# King for a Day (canción de Pierce the Veil)
«King for a Day» es una canción por de la banda de rock estadounidense Pierce the Veil lanzada el 5 de junio de 2012. con Kellin Quinn de Sleeping with Sirens como vocalista invitado. Es el primer sencillo oficial de su tercer álbum de estudio Collide with the Sky (2012). 
El 6 de agosto de 2012 su vídeo de música oficial estuvo lanzado. La canción alcanzó las listas de Hot Rock Songsnte y Billboard. "King for a Day" estuvo nominado para mejor video y mejor sencillo en losKerrang! Premios de 2013.

## Antecedentes y grabación
El título de la canción provino del baterista Mike Fuentes. En una entrevista con Revólver, el vocalista principal Vic Fuentes dijo estar impresionado por el título. Junto con Curtis Peoples y Steve Miller, Fuentes empezó a escribir la letra de la canción en una cabina pequeña en Lago de Oso Grande, California.
Debido a los seguidores, la banda se contactó con Kellin Quinn de Sleeping with Sirens preguntándole si estaba interesado en ser invitado en la canción. Ellos nunca se habían conocido antes pero Vic decidió contarlo por Twitter, Quinn aceptó colaborar con Pierce the Veil. Su voz se grabó en un segundo estudio; mientras se iba produciendo la canción, Pierce the Veil y Kellin Quinn se escribieron juntos por correo.

## Significando
Esta canción trata de alguna ruptura. En una entrevista Fuentes declaró que a veces tiene demasiadas cosas alrededor de su mente e inmediatamente no es tan capaz de controlar su mente o su cuerpo en tiempo.

## Vídeo de música
Un vídeo de música oficial estuvo dirigido por Drew Russ quién también dirigiría el video de "Bulls in the Bronx". El 25 de junio de 2012 Alternative Press anunció que Pierce the Veil empezó a trabajar en un vídeo de música nuevo. El 2 de agosto de 2012 la banda publicó un tráiler oficial para el vídeo de música. Cuatro días más tarde el vídeo oficialmente era publicado en Vevo.
El vídeo retrata a Vic Fuentes y Kellin Quinn como banqueros. El director del banco Señor Smalls pregunta a ambos para quedarse en el banco por la noche para corregir los valores de ventas. En hacer este descubren que Señor Smalls transfirió más de dos millones de dólares en un banco privado en Suiza.
A principios del segundo verso, Quinn y Fuentes conocen otras personas (el resto de los miembros de Pierce the Veil) quiénes planean atracar el banco. En el coro, Fuentes y Quinn introduce el edificio en trajes negros. En el puente, la pandilla llega y entra al banco. Señor Smalls es amordazado por un ladrón. Los ladrones conseguen el seguro del depósito y el inicio que recogen el dinero en bolsas. Cuando están a punto para huir, uno de los ladrones moja al Señor Smalls con una pistola de agua en qué punto se da cuenta le han engañado.
Al final del vídeo, los ladrones celebran la victoria mientras el Señor Smalls está arrestado debido a evasión de impuesto y sentenciado a 25 años en prisión, el cual apareció en las noticias.
Un detrás-el-escenas-el vídeo fue publicado el 3 de octubre de 2012 en Youtube.

## Recepción

### Comercial
"King for a Day" fue lanzado como el primer sencillo de Collide with the Sky el 5 de junio de 2012. En el mismo día un video lírico fue publicado en Youtube el cual consiguió casi 12 millones de vistas. El 6 de agosto de 2012 el vídeo de música oficial fue lanzado y tiene 22 millones de vistas hasta diciembre de 2013.
El sencillos al canzo la lista de Billboard de EE. UU. Canciones de Rock Digital donde lo peaked en 29, y en el gráfico de Canciones de Rock Caliente con una cumbre de 45. En noviembre de 2014, la canción estuvo certificada oro  por el RIAA para haber vendido más de 500 000 unidades en los EE. UU.

### Premios
- Alternative Press Readers poll
  - 2012: Best Single (won)
- Kerrang!Awards[11]
  - 2013: Best Video (won)
  - 2013: Best Single (nominated)

## Certificaciones
| País           | Organismo certificador | Certificación | Ventas certificadas | Ref.   |
| -------------- | ---------------------- | ------------- | ------------------- | ------ |
| Estados Unidos | RIAA                   | Platino       | 1 000 000           | [ 12 ] |